# Luis Granda
Luis Granda (Quito, 2 luglio 1955) è un ex calciatore ecuadoriano, di ruolo centrocampista.

## Carriera

### Club
Ha sempre giocato nel campionato ecuadoriano.

### Nazionale
Con la maglia della nazionale ha giocato 21 partite e prese parte a due edizioni della Copa América.

## Palmarès

### Club

#### Competizioni nazionali
- Campionato ecuadoriano: 6

El Nacional: 1976, 1977, 1978, 1982, 1983, 1984